# Окује
Окује је насељено место у саставу Града Велике Горице, у Туропољу, Хрватска.

## Становништво
На попису становништва 2011. године, Окује је имало 467 становника.

## Попис1991.
На попису становништва 1991. године, насељено место Окује је имало 384 становника, следећег националног састава:
| Попис 1991.‍  | Попис 1991.‍  | Попис 1991.‍ | Попис 1991.‍ | Попис 1991.‍ |
| ------------ | ------------ | ----------- | ----------- | ----------- |
|              |              |             |             |             |
| Хрвати       | Хрвати       |             | 372         | 96,87%      |
| Срби         | Срби         |             | 6           | 1,56%       |
| Украјинци    | Украјинци    |             | 2           | 0,52%       |
| Словаци      | Словаци      |             | 1           | 0,26%       |
| неопредељени | неопредељени |             | 1           | 0,26%       |
| непознато    | непознато    |             | 2           | 0,52%       |
| укупно: 384  |              |             |             |             |